# V398 Большой Медведицы
V398 Большой Медведицы (лат. V398 Ursae Majoris) — одиночная переменная звезда в созвездии Большой Медведицы на расстоянии приблизительно 2865 световых лет (около 878 парсеков) от Солнца. Видимая звёздная величина звезды — от +12,1m до +11,7m.

## Характеристики
V398 Большой Медведицы — пульсирующая переменная звезда типа Дельты Щита (DSCT).